# Victor Riley
Victor Allan Riley (Swansea, 4 novembre 1974 – Swansea, 8 aprile 2024) è stato un giocatore di football americano statunitense che militò nel ruolo di offensive tackle nella National Football League (NFL).

## Biografia
Dopo avere giocato al college ad Auburn, Riley fu scelto come 26º assoluto nel Draft NFL 1998 dai Kansas City Chiefs. Vi giocò per quattro stagioni stabilmente come titolare. Nel 2002 firmò coi New Orleans Saints e dopo una stagione da riserva, nelle due successive disputò 31 gare su 32 come titolare. Chiuse la carriera nel 2005 con gli Houston Texans.

## Statistiche
| Partite             | 111 |
| Partite da titolare | 93  |